# Třmínek
Třmínek (latinsky stapes) je jedna ze sluchových kůstek.
Má typickou podobu jezdeckého třmene. Skládá se z hlavice třmínku (caput stapedis), od které vybíhají dvě krátká, vodorovně uložená ramínka třmínku (cruris stapedis); přední (crus anterius) a zadní, více ohnuté (crus posterius). Obě ramínka končí v tenké plotýnce – bázi třmínku (basis stapedis), která má ledvinovitý tvar. Baze třmínku má horní okraj konvexní, dolní lehce konkávní nebo rovný. Zapadá do okénka předsíně (fenestra vestibuli), kde jej upevňuje poddajný prstencovitý vaz třmínku (ligamentum anulare stapedis). Otvor mezi oběma ramínky třmínku je zbytkem z vývojového období. Materiál hyoidního oblouku, ze kterého se vyvíjí třmínek, se koncentruje okolo tepny třmínku (arteria stapedia), která později zaniká, ale otvor v třmínku se zachová. Výjimečně může tepna třmínku přetrvat (perzistovat). Otvor třmínku je za živa uzavřený membránou – blanou třmínku (membrana stapedis), která je často fenestrovaná. Ovládá jej třmínkový sval.